# United States Attorney for the Southern District of New York
Der U.S. Attorney for the Southern District of New York (SDNY) ist der oberste Vertreter der USA in Bundesstraf- und Zivilverfahren in acht Countys des Bundesstaates New York: New York County (Manhattan), Bronx, Westchester, Putnam, Rockland, Orange, Dutchess und Sullivan. Die von der Staatsanwaltschaft geführten Fälle werden vor dem United States District Court for the Southern District of New York verhandelt.

## Gliederung
Das Büro der Staatsanwaltschaft ist in Abteilungen für Zivilsachen und für Strafsachen gegliedert. Es unterhält zwei Dienststellen; eine davon befindet sich in Manhattan und die andere in White Plains. Der United States Attorney wird von etwa 220 Assistant United States Attorneys unterstützt.

## Liste der U.S. Attorneys for the Southern District of New York
Im Jahr 1814 wurde der damalige District of New York aufgeteilt in den Northern und in den Southern District, und im Jahr darauf wurden die ersten U.S. Attorneys für die neuen Districts ernannt.
- Jonathan Fisk: 1815–1819
- Robert L. Tillotson: 1819–1828
- John Duer: 1828–April 1829
- James Alexander Hamilton: April 1829–1834
- William M. Price: 1834–10. Dezember 1838
- Benjamin F. Butler: 10. Dezember 1838–1841
- Ogden Hoffman: 1841–1845
- Benjamin F. Butler: 1845–1848
- Charles McVean: Sept.–Dez. 1848
- Lorenzo B. Shepard: Dez. 1848 oder Jan. 1849–April 1849
- Jonathan Prescott Hall: April 1849–1853
- Charles O’Conor: 1853–854
- John McKeon: 1854–1858
- Theodore Sedgwick: 1858–1859
- James I. Roosevelt: 1859–1861
- Edward Delafield Smith: April 1861–April 1865
- Daniel S. Dickinson: April 1865–12. April 1866
- Samuel G. Courtney: April 1866–25. April 1869
- Edwards Pierrepont: 25. April 1869–20. Juli 1870
- Noah Davis: 20. Juli 1870–31. Dezember 1872
- George Bliss Jr.: 31. Dezember 1872–24. Januar 1877
- Stewart L. Woodford: 24. Januar 1877–12. März 1883
- Elihu Root: 12. März 1883–6. Juli 1885
- William Dorsheimer: 6. Juli 1885–1. März 1886
- Stephen A. Walker: 1. März 1886–16. September 1889
- Edward J. Mitchell: 16. September 1889–1. Februar 1894
- Henry C. Platt (kommissarisch): 1. Februar 1894–23. Juli 1894
- Wallace Macfarlane: 23. Juli 1894–Januar 1898
- Henry Lawrence Burnett: Januar 1898–Januar 1906
- Henry L. Stimson: Januar 1906–8. April 1909
- Henry A. Wise: 8. April 1909–7. Mai 1913
- Hudson Snowden Marshall: 7. Mai 1913–1917
- Francis Gordon Caffey: 1917–Juni 1921
- William Hayward: Juni 1921–2. März 1925
- Emory Buckner: 2. März 1925–6. April 1927
- Charles H. Tuttle: 6. April 1927–29. September 1930
- Robert E. Manley (kommissarisch): 29. September 1930–Januar 1931
- George Z. Medalie: Januar 1931–21. November 1933
- Thomas E. Dewey (kommissarisch): 22. November 1933–26. Dezember 1933
- Martin Conboy: 26. Dezember 1933–16. Mai 1935
- Francis W. H. Adams (kommissarisch): 16. Mai 1935–20. November 1935
- Lamar Hardy: 20. November 1935–März 1939
- Gregory Francis Noonan: 1938?–1939?
- John T. Cahill: März 1939–März 1941
- Mathias F. Correa (kommissarisch): März 1941–Juli 1941
- Mathias F. Correa: Juli 1941–10. Juni 1943
- Howard Francis Corcoran (kommissarisch): 10. Juni 1943–2. August 1943
- James B. M. McNally: 2. August 1943–9. Oktober 1944
- John F. X. McGohey (kommissarisch): 9. Oktober 1944–Januar 1945
- John F. X. McGohey: Januar 1945–Oktober 1949
- Irving H. Saypol (kommissarisch): Oktober 1949–13. April 1950
- Irving H. Saypol: 13. April 1950–18. September 1951
- Myles Lane: 18. September 1951–1. April 1953
- J. Edward Lumbard: 1. April 1953–11. Juli 1955
- Lloyd Francis MacMahon (interim): 11. Juli 1955–1. September 1955
- Paul W. Williams: 1. September 1955–9. Juli 1958
- Arthur H. Christy (kommissarisch): 9. Juli 1958–1959
- Samuel Hazard Gillespie Jr.: 1959–31. Januar 1961
- Morton S. Robson (kommissarisch): 31. Januar 1961–18. April 1961
- Robert M. Morgenthau: 18. April 1961–1962 (zurückgetreten, um für das Amt des Gouverneurs zu kandidieren)
- Vincent L. Broderick (amtierend): 1962
- Robert M. Morgenthau: 1962–16. Januar 1970 (von Präsident Kennedy wiederernannt)
- Whitney North Seymour Jr.: 16. Januar 1970 – 4. Juni 1973
- Paul J. Curran: 4. Juni 1973 – 31. Oktober 1975
- Thomas J. Cahill (interim): 31. Oktober 1975 – 1. März 1976
- Robert B. Fiske: 1. März 1976–1980
- William M. Tendy (kommissarisch): 1980
- John S. Martin Jr.: 1980 – 3. Juni 1983
- Rudy Giuliani: 3. Juni 1983 – 1. Januar 1989
- Benito Romano (interim): 1. Januar 1989 – 16. Oktober 1989
- Otto G. Obermaier: 16. Oktober 1989 – Juni 1993
- Mary Jo White: Juni 1993 – 7. Januar 2002
- James B. Comey: 7. Januar 2002–15. Dezember 2003
- David N. Kelley (interim): 15. Dezember 2003 – September 2005
- Michael J. Garcia: September 2005–1. Dezember 2008
- Lev L. Dassin (kommissarisch): 1. Dezember 2008 – 13. August 2009
- Preet Bharara: 13. August 2009 – 11. März 2017
- Joon Kim (kommissarisch): 11. März 2017 – 5. Januar 2018
- Geoffrey Berman (kommissarisch): 5. Januar 2018 – 25. April 2018
- Geoffrey Berman: 25. April 2018 – 20. Juni 2020[2]
- Audrey Strauss (kommissarisch): ab 20. Juni 2020
- Damian Williams: 2021 bis 13. Dezember 2024[3]
- Edward Kim (kommissarisch): ab 14. Dezember 2024[3]
- (Jay Clayton: nominiert 2025)[3]

## Assistant Attorneys, die in anderen Funktionen bekannt wurden
- Bob Arum – Boxpromoter
- Neil Barofsky – Special Inspector General für das Troubled Asset Relief Program
- Bernard Bell – Associate Dean für Academic Affairs, Professor of Law und Herbert Hannoch Scholar an der Rutgers School of Law–Newark
- Thomas E. Dewey – Gouverneur von New York (1943–1954) und erfolgloser Präsidentschaftskandidat der Republikaner bei den Wahlen 1944 und 1948
- Louis Freeh – früherer Direktor des Federal Bureau of Investigation
- Patrick Fitzgerald – U.S. Attorney im Northern District of Illinois
- Felix Frankfurter – Associate Justice am U.S. Supreme Court
- Rudy Giuliani – früherer Bürgermeister von New York City
- John Marshall Harlan II – Associate Justice am U.S. Supreme Court
- Arthur L. Liman – Strafverteidiger
- Michael Mukasey – ehemaliger U.S. Attorney General
- Thomas Francis Murphy – Bundesanwalt und Richter in New York City; Ankläger in den beiden Verfahren gegen Alger Hiss
- Charles Rangel – Kongressabgeordneter aus New York
- Henry Dwight Sedgwick – Rechtsanwalt und Autor
- Franklin A. Thomas – früherer Direktor der Ford Foundation